# 188 pr. n. št.

## Dogodki
- Rimska vojska porazi Antioha III.; konec prve sirske vojne Rimljanov je zabeležen z mirom v Apameji.